# Tobed
Tobed es un municipio y localidad española de la provincia de Zaragoza, en la comunidad autónoma de Aragón. Situado en la comarca de la Comunidad de Calatayud, tiene una población de 198 habitantes (INE 2024). 

## Geografía
Tobed tiene un área de 37,93 km² con una población de 225 habitantes (INE 2021) y una densidad de 5,93 hab/km². Se encuentra en el valle del río Grío y a los pies de la sierra del Vicor.

## Historia
En el siglo XII el pueblo pasó a depender del señorío de la Orden del Santo Sepulcro. Tobed junto con los otros pueblos, dependió del priorato de Calatayud, hasta la desamortización de los bienes del clero en 1837. En 1780 se construyó una residencia para el comendador conocida como la Casa-palacio.

## Demografía
Tobed cuenta con una población de 198 habitantes (INE 2024).
| Gráfica de evolución demográfica de Tobed entre 1842 y 2021 |
| |
| Población de derecho según los censos de población del INE Población de hecho según los censos de población del INEEn estos censos se denominaba Toved: 1842, 1857 y 1860 |

## Economía
Antiguamente hubo muchos alfares, de los que queda algún resto. La labor mayoritaria del pueblo es la agricultura, antiguamente de nogales, y hoy de melocotoneros. Hay servicios como la residencia de ancianos Valdeolivos, de la Fundación Rey Ardid, y la casa rural «El molino». También se practica la recogida y venta de miel.

## Administración y política
| Período   | Alcalde                    | Partido |  |
| --------- | -------------------------- | ------- |  |
| 1979-1983 | Ángel Rodrigo Jimeno       | PAR     |  |
| 1983-1987 |                            |         |  |
| 1987-1991 |                            |         |  |
| 1991-1995 | Manuel Cartagena Morlanes  | PSOE    |  |
| 1995-1999 | Juan Antonio Sánchez Quero | PSOE    |  |
| 1999-2003 | Juan Antonio Sánchez Quero | PSOE    |  |
| 2003-2007 | Juan Antonio Sánchez Quero | PSOE    |  |
| 2007-2011 | Juan Antonio Sánchez Quero | PSOE    |  |
| 2011-2015 | Juan Antonio Sánchez Quero | PSOE    |  |
| 2015-2019 | Juan Antonio Sánchez Quero | PSOE    |  |

| Partido político    | Partido político                                   | 2003   | 2007   | 2011   | 2015   |
| Partido político    | Partido político                                   | Ediles | Ediles | Ediles | Ediles |
|                     | Partido de los Socialistas de Aragón (PSOE-Aragón) | 7      | 7      | 7      | 5      |
|                     | Partido Aragonés (PAR)                             | —      | —      | —      | —      |
|                     | Partido Popular de Aragón (PP)                     | —      | —      | —      | —      |
|                     | Chunta Aragonesista (CHA)                          | —      | —      | —      | —      |
| Total de concejales | Total de concejales                                | 7      | 7      | 7      | 5      |

## Lugares de interés

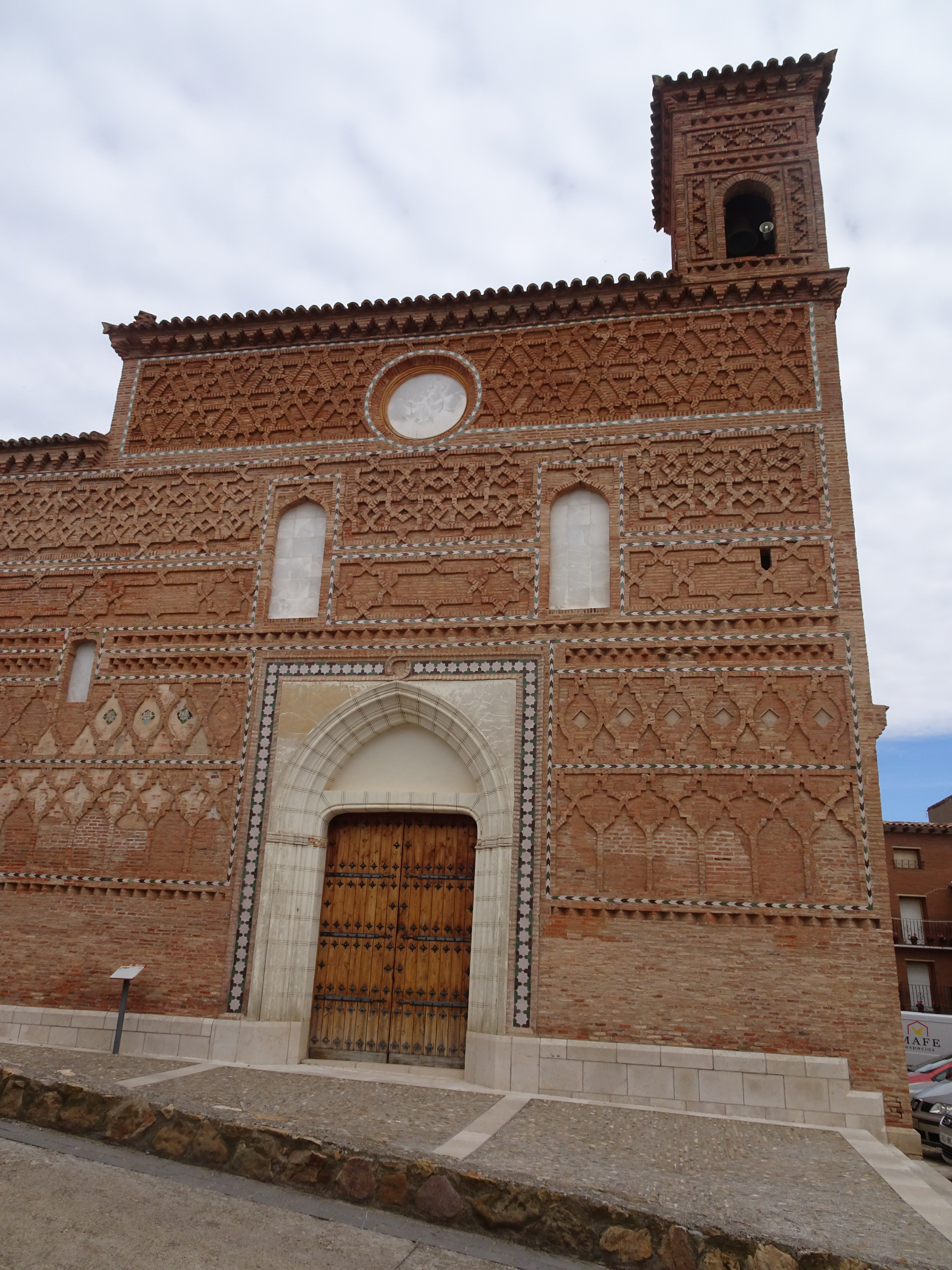
iglesia de Santa María

- Destaca la iglesia de Santa María, de estilo gótico-mudéjar,[10][11] declarada Patrimonio de la Humanidad por La Unesco que la califica de uno de los edificios representativos de la arquitectura mudéjar de Aragón, en la extensión que hizo en 2001 de la declaración como Patrimonio de la Humanidad de la arquitectura mudéjar de Aragón de 1986. Está situada en lo alto del pueblo y fue construida por la Orden del Santo Sepulcro de Jerusalén. Se usa en las ocasiones destacadas.

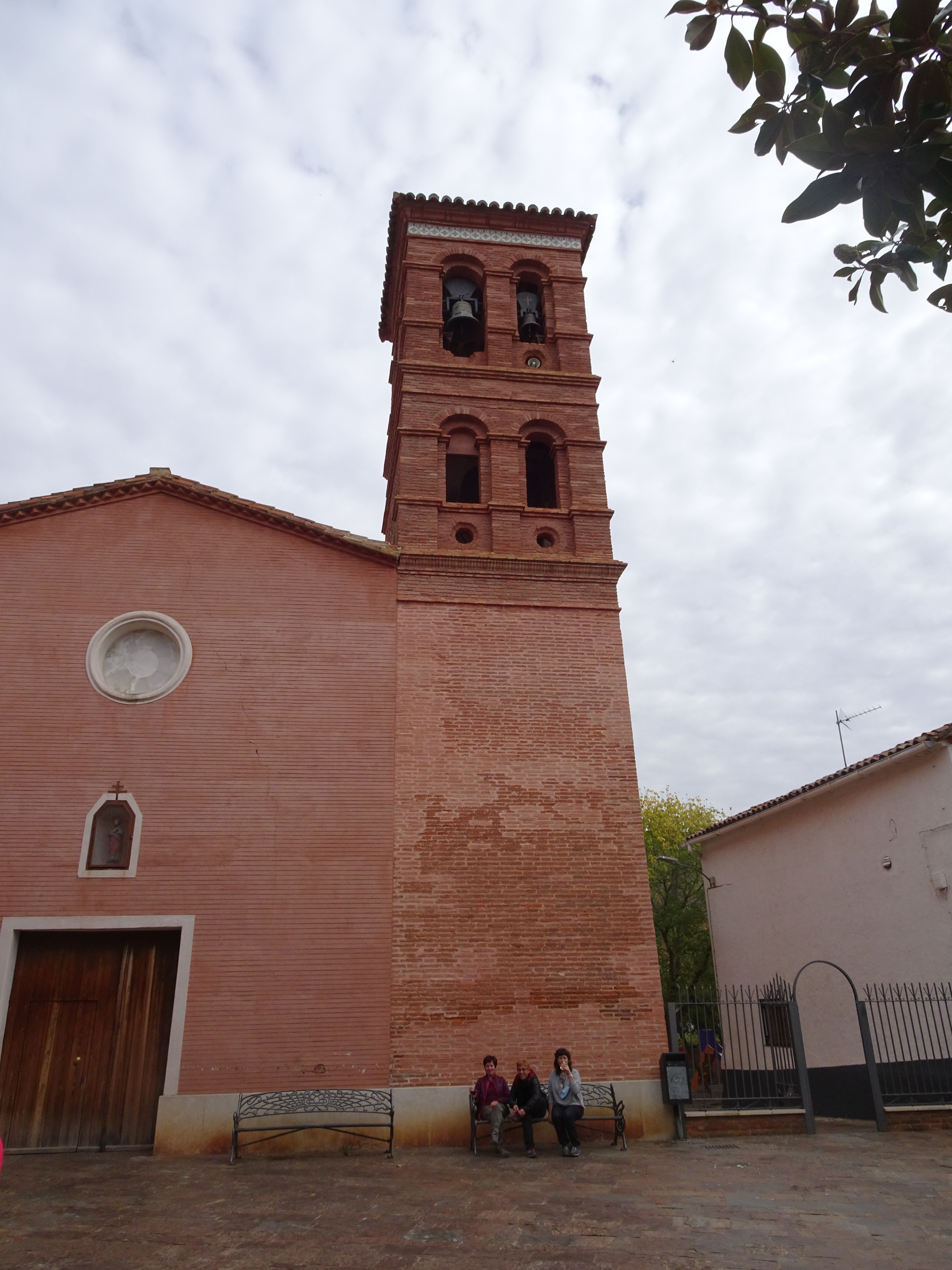
Iglesia de San Pedro Apóstol

- Iglesia parroquial de San Pedro Apóstol, ubicada en la parte baja del pueblo, que es la que se usa habitualmente.[12]
- Castillo de Tobed, declarado Bien de Interés Cultural.